# Rosario + Vampire
Rosario + Vampire (яп. ロザリオとバンパイア Родзарио то Бампайа, «Розарий и Вампир»; романизация для английского ромадзи: 'Rozario to Banpaia') — популярная манга Акихисы Икэды в жанре комедии, романтики, фэнтези. Официальная аббревиатура — РозаВам (яп. ロザバン Родзабан, англ. RosaVam), которая, по словам автора, ему не по нраву, как он признался в аннотации ко второму сезону манги. Первая часть манги выходила в журнале Monthly Shonen Jump издательства Shueisha с 4 октября 2004 года по 4 октября 2007 года. Всего вышло 10 томов. Начиная с 4 июня 2008 года в журнале Jump Square начался выход второй части манги под названием «Rosario + Vampire Season II» (яп. ロザリオトバンパイア　シーズン2 Родзарио то Бампайа Си:дзун 2).
Мангу адаптировала в аниме студия Gonzo. Всего вышло 13 серий, которые длятся по 25 минут. Аниме выходило с 3 января 27 марта 2008 года. и было снято режиссёром Такаюки Инагаки. Аниме транслировали на японском канале Tokyo MX. Продолжение аниме под названием «Rosario + Vampire Capu2» транслировалось с 2 октября по 24 декабря 2008 года. В отличие от первого сезона, второй сезон показывался на канале TV Osaka.

## Сюжет
Цукунэ Аоно — 15-летний японский школьник, заваливший вступительные экзамены в колледж, куда поступили его друзья. Случайно, отец Цукунэ поднял обронённый таинственным монахом документ, оказавшийся вступительным билетом в «Академию Ёкай». В это учебное заведение можно поступить с любыми оценками, и обрадованные родители отправляют Цукунэ туда.
Сразу по прибытии Цукунэ встречает молодую девушку-вампира по имени Мока Акасия. Мока очень хочет найти друзей. На первом же занятии Цукунэ понимает, что попал в школу для настоящих демонов и сам оказался тут по ошибке, так как людей в этой школе не жалуют. Автобус ходит только раз в месяц, и ему нужно продержаться этот месяц, притворяясь слабым ёкаем. Человеческий запах Цукунэ, который многие монстры способны почувствовать, привлекает к нему внимание. К счастью, в школе учат детей-демонов жить среди людей, поэтому ученикам запрещено публично принимать демонический облик и говорить кому-либо, какого вида демонами они являются. Лишь Моке Цукунэ открывает правду о себе, и девушка, также влюбившаяся в парня, начинает оберегать его от соучеников, хотя сама не может удержаться и периодически пьёт его кровь. Цукунэ же решает остаться в школе ради Моки, чтобы та снова не стала одинокой. Доброта Цукунэ и его человеческий запах привлекают к нему и других девушек и женщин академии, хотя некоторые из них просто хотят его съесть. Тем не менее, вокруг Цукунэ со временем собирается целый «фан-клуб» девушек-ёкаев, которые становятся его друзьями, и с которыми он попадает в вереницу опасных и удивительных приключений, параллельно организуя кружок журналистики. В конце концов смертельную опасность для Цукунэ начинает представлять комитет общественной безопасности, заподозривший, что Цукунэ является человеком.

### Развитие сюжета в манге
Цукунэ подвергается серии нападений со стороны учеников школы и Мока несколько раз в подряд передаёт Цукунэ свою кровь, чтобы тот временно преобразовывался в вампира, однако после «передозировки», Цукунэ в буквальным смысле заразился проклятьем вампиризма и стал трансформироваться в упыря, впоследствии его новая сила была запечатана в особом браслетеː с тем пор Цукунэ стал тоже считаться ёкаем. Цукунэ приходится противостоять тайной организации «Антитезис», ставившей перед собой цель с помощью креста Моки разрушить барьер между миров монстров и людей, чтобы напасть на последних, однако Цукунэ удаётся предотвратить их планы.
Позже о себе дала знать организация ёкаев по имени «Fairy Tail», ставившая перед собой цель полного уничтожения всего человечества, для чего они хотят пробудить древнего вампира по имени Алукард, чья сила стала на столько велика, что превратила его в монстра, но он был запечатан Акашей Бладривер, матерью Моки. Акаша, а точнее браслет на Моке с частицей её души одновременно является ключом к контролю Алукарда. Сюжет раскрывает, что двуличность Моки связана с тем, что Акаша передала Моке частицу своей личности и души через нагрудный крест, которая проявлялась в «доброй моке», по сути вторая Мока это и есть Акаша, а значит является ключом к возрождению Алукарда. Таким образом девушка становится новой целью для «Fairy Tail» и её ловит младшая сестра Акуа Сюдзэн, преисполненная ревностью из-за того, что у Моки появились новые друзья.
Главные герои ищут себе новых союзников и находят их среди якш — китайских ёкаев из клана Вонг, в частности Тохо Фухая, одного из трёх тёмных владык, запечатавших Алукарда, тохо также обучил героев новым боевым техникам ближнего боя, также Тохо помог Цукунэ лучше контролировать силу упыря и даже частично высвобождать её, не теряя контроль.
Гёкуро Сюдзэн, лидер «Fairy Tale», она же мачеха Моки вместе с клоном Алукарда сливается с телом настоящего Алукарда, тем самым пробуждая его и нападает на Токио, чтобы с него начать уничтожение людей, к тому времени Цукунэ преобразовывается в настоящего вампира благодаря силе, переданной ему девушками ёкаями и вместе с Мокой сражает Алукарда, крестик Моки используется для повторного запечатывания Алукарда и таким образом "вторая личность Моки, " или сама Акаша прощается с Цукунэ и Мокой навсегда. На следующий год Цукунэ снова отправляется в академию ёкай.

### Развитие сюжета в аниме
Цукунэ продолжает посещать школу ёкай и проводит будние дни с девушками ёкаями, однако в школу приходит младшая сестра Кокоа Сюдзэн, пытающаяся убить Моку из-за сильной ревности, но позже выясняется, что она очень соскучилась по настоящей Моке, и пытается избавить её от крестика, преследуя одновременно главных героев. Сюжет аниме, в частности второй сезон показывает множество независимых историй-филлеров, не имеющих своё отношение с основному сюжету манги, где главные герои участвуют в праздниках или устраивают поездки, а также эпизодически сталкиваются с разными злодеями. В конце сериала о отношениях Моки и Цукунэ узнаёт Исса Сюдзэн, сильнейший вампир клана и отец Моки и намеревается разлучить главных героeв, не одобряя союз человека и вампира, Цукунэ придется лично встретится с Иссой чтобы доказать, что он достоин внимания Моки.

## Список персонажей
Академия Ёкай — Колледж, созданный специально для ёкаев 15-19 лет. Академия скрыта Великим Барьером (яп. 大結界 Дай Кэккай) — пространственным пузырём, который не могут пересечь люди. В аниме при пересечении этого Барьера люди погибают, и Цукунэ составил единственное исключение (однако это не помешало его кузине во втором сезоне приехать в Академию). В манге Барьер, в целом, безобиден, и используется лишь для маскировки. В оригинале учебное заведение называется «Школа Ёкай» (яп. 陽海学園 Ё:кай Гакуэн). Дословно «ёкай» (яп. 陽海 ё:кай) из названия школы переводится как «Солнечное море», но здесь скрыта игра слов, так как, записанное другими иероглифами, «ёкай» (яп. 妖怪 ё:кай) будет означать сверхъестественных существ из японских мифов. Собственно это то, чем являются почти все студенты и персонал колледжа. Однако в этой школе, помимо общешкольных правил и общественного этикета, существует основное правило: в целях маскировки все ученики должны пребывать в человеческой форме, и ни один ученик не должен раскрывать кому-либо в пределах Академии, к какой расе он относится, и никому не показывать свою истинную форму. Однако же, это правило регулярно нарушается.

## История создания
По словам Акихисы Икэды, он с самого детства очень интересовался монстрами из разных мифологий и культур, для чего читал книги и энциклопедии, а позже и изучал сайты о сверхъестественных существах в интернете, продолжая углубляться в данную тему. Икэда признался, что является большим поклонником экранизаций Тима Бёртона, в частности мультфильма Кошмар перед Рождеством и фильма Эдвард Руки-ножницы, потому что по мнению мангаки, герои в этих фильмах хоть и монстры, но наделены тонкой душой. Также мангака увлекался просмотрим фильмов ужасов, в частности Ромеро или Ночь живых мертвецов. Помимо этого, вдохновением для создания серии послужила для него детская манга Kaibutsu-kun, которой мангака увлекался в детстве и оставил ряд отсылок к ней в Rosario + Vampire.
Перед тем, как создать концепцию сюжета, Икэда нарисовал Моку, где она сразу изображалась, как девушка-вампир с крестом на шее, затем мангака создал ряд других персонажей-монстра и после них «главного героя» Цукунэ. После удачного выпуска пилотной серии в Monthly Shōnen Jump, Икэда получил предложение выпускать мангу в Jump Square, после чего мангака решил немного изменить изначальный сюжет, устроив перезапуск серии. Основной упор в сюжете по задумке мангаки должен был делаться на сцены сражения с участием красивых девушек. По мнению мангаки, возможность видеть интимные части тела девушек во время боя с его точки зрения выглядит эротичнее и интригующее, чем классические сцены панцушота, типичные для большинства произведений этти-гарема, также Икэда признался, что ему просто нравится рисовать женских персонажей и таким образом он хотел привлечь большею мужскую аудиторию. При этом учителя в манге часто изображаются отрицательными или невежественными персонажами, сам Икэда в интервью исключил слухи того, что он таким образом выражал протест или надсмехался над системой образования, отметив, что ставил перед собой цель лишь сделать сюжет динамичнее.
Позже, когда манга на протяжении долгого времени пользовалась большой популярностью и набрала вокруг себя крупную фанатскую аудиторию, Икэда пришёл к выводу, что в его сюжете не хватает персонажей мужского пола и поэтому для привлечения женской аудитории мангака решил ввезти в сюжет нескольких персонажей мужского пола — союзников главного героя, таких, как например Фан-Фан Вонга, при этом мангака изначально исключал возможность любви Вонга и Цукунэ, назвав эти слухи вольностью фанатов. По словам мангаки, конечной парой для плавного героя должна была стать Мока, при этом Цукунэ одинаково любит обе личности девушки.
Читателями манги Rosario + Vampire отмечается довольно большая разница в стиле прорисовке персонажей в первых главах, сам Икэда отвечал на разницу в стилях своей неопытностью в рисовании, мангака даже признался, что считает это позором для себя и испытывал смущение, когда в очередной раз должен был перечитывать первые главы манги.

## Манга
Выпуск оригинальной манги Rosario + Vampire начался в августе 2004 года в журнале Monthly Shonen Jump и продолжался до сентября 2007 года. Первый том был выпущен в Японии компанией Shueisha 4 октября 2004 года и к 2 октябрю 2007 года, компания выпустила 10 томов, включающих в себя 39 глав манги. Манга была лицензирована компанией Viz Media для выпуска на территории США и Великобритании, где тома манги выходили с 8 июня 2008 года по 3 ноября 2009 года. Также манга выпускалась в Австралии и Новой Зеландии компанией Madman Entertainment.
В ноябре 2007 года, в  Monthly Shonen Jump стал публиковаться второй сезон оригинальной манги, который продолжался вплоть до марта 2014 года, также в апреле была выпущена глава-эпилог. Как и первый сезон, вторая чать манги была лицензирована компанией Viz Media для выпуска на территории США и Великобритании, и компанией Madman Entertainment для выпуска на территории Австралии и Новой Зеландии.

## Аниме
По мотивам манги студией Gonzo была создана 13ти серийная аниме-адаптация, директором которой выступил Такаюки Инагаки. Сериал транслировался на территории Японии с 3 января 2008 года по 27 марта 2008 года по телеканалам Tokyo MX, Chiba TV, и TV Kanagawa, и позже показывался ещё на телеканалах TV Saitama, TV Osaka, TV Aichi, Aomori Broadcasting Corporation, и Kids Station. В период между 25 апреля и 26 сентября 2008 года было выпущено 6 DVD изданий, а также 29 января 2010 года была выпущена коллекция DVD и Blu-ray дисков. Аниме приобрело большую популярность во многом из-за обилия в нём фансервиса, по этой же причине при показе на теле-каналах серии подверглись цензуре.
Второй сезон — Rosario + Vampire Capu2 (яп. ロザリオとバンパイア CAPU2 Родзарио то Банпайа Капуттю) транслировался по телеканалу TV Osaka с 2 октября по 24 декабря 2008 года, и также был показан на японских каналах Tokyo MX, Mie TV, Chiba TV, TV Kanagawa, TV Saitama, Gifu Broadcasting System, Inc., Aomori Broadcasting Corporation и Kids Station. Шесть DVD-изданий с сериями аниме выпускались с 21 декабря 2008 года по 22 мая 2009 года, помимо этого 19 марта 2010 года было выпущено коллекционное издание с DVD и Blu-ray дисками.

### Первый сезон
| Список серий | Список серий                                                                       | Список серий         |
| № серии      | Заглавие                                                                           | Трансляция в Японии  |
| ------------ | ---------------------------------------------------------------------------------- | -------------------- |
| 01           | Новая жизнь и Вампир «Синсэйкацу то Бампайа» (新生活とバンパイア)                  | 03 января 2008 года  |
| 02           | Суккуб и Вампир «Мума то Бампайа» (夢魔とバンパイア)                               | 10 января 2008 года  |
| 03           | Ведьма и Вампир «Мадзёкко то Бампайа» (魔女っ子とバンパイア)                       | 17 января 2008 года  |
| 04           | Прощание и Вампир «Саёнара то Бампайа» (さよならとバンパイア)                      | 24 января 2008 года  |
| 05           | Школьный купальник и Вампир «Суку:ру Мизуги то Бампайа» (スクール水着とバンパイア) | 31 января 2008 года  |
| 06           | Газетный клуб и Вампир «Симбун Бу то Бампайа» (新聞部とバンパイア)                 | 07 февраля 2008 года |
| 07           | Снежная Дева и Вампир «Юки-онна то Бампайа» (雪女とバンパイア)                     | 14 февраля 2008 года |
| 08           | Математика и Вампир «Су:гаку то Бампайа» (数学とバンパイア)                        | 21 февраля 2008 года |
| 09           | Летние каникулы и Вампир «Нацу Ясуми то Бампайа» (夏休みとバンパイア)              | 28 февраля 2008 года |
| 10           | Подсолнух и Вампир «Химавари то Бампайа» (ひまわりとバンパイア)                    | 06 марта 2008 года   |
| 11           | Новый семестр и Вампир «Сингакки то Бампайа» (新学期とバンパイア)                  | 13 марта 2008 года   |
| 12           | Комитет Безопасности и Вампир «Ко:ан Иинкай то Бампайа» (公安委員会とバンパイア)   | 20 марта 2008 года   |
| 13           | Цукунэ и Вампир «Цукунэ то Бампайа» (月音とバンパイア)                             | 27 марта 2008 года   |

### Второй сезон
Начинается новый год обучения Цукунэ в демоническом колледже. В целом, второй сезон построен практически по такой же схеме, что и первый. В действие вводится два новых персонажа: Кокоа — младшая (сводная) сестра Моки, и её слуга — говорящая летучая мышь Ко.
| Список серий | Список серий                                                                        | Список серий         |
| № серии      | Заглавие                                                                            | Трансляция в Японии  |
| ------------ | ----------------------------------------------------------------------------------- | -------------------- |
| 01           | Повторная встреча + Вампир «Сайкай то Бампайа» (再会とバンパイア)                   | 01 октября 2008 года |
| 02           | Младшая сестрёнка + Вампир «Имо:то то Бампайа» (妹とバンパイア)                     | 08 октября 2008 года |
| 03           | Мама + Дочь + Вампир «Хаха то Ко то Бампайа» (母と子とバンパイア)                   | 15 октября 2008 года |
| 04           | Измерение тела + Вампир «Синтай Сокутэй то Бампайа» (身体測定とバンパイア)          | 22 октября 2008 года |
| 05           | Карри + Вампир «Карэ: то Бампайа» (カレーとバンパイア)                              | 29 октября 2008 года |
| 06           | Экскурсия + Вампир «Энсоку то Бампайа» (遠足とバンパイア)                           | 05 ноября 2008 года  |
| 07           | Ванная комната + Вампир «Басуру:му то Бампайа» ((バスルームとバンパイア)            | 12 ноября 2008 года  |
| 08           | Юность + Вампир «Сэйсюн то Бампайа» (青春とバンパイア)                              | 19 ноября 2008 года  |
| 09           | Лыжи + Вампир «Суки: то Бампайа» (スキーとバンパイア)                               | 26 ноября 2008 года  |
| 10           | Красавчик + Вампир «Бисё:нэн то Бампайа» (美少年とバンパイア)                       | 03 декабря 2008 года |
| 11           | Зеркало Лилит + Вампир «Рирису но Кагами то Бампайа» (リリスの鏡とバンパイア)       | 10 декабря 2008 года |
| 12           | Печать + Вампир «Фу:ин то Бампайа» (封印とバンパイア)                               | 17 декабря 2008 года |
| 13           | Крест + Семья + Вампир «Дзю:дзика то Кадзоку то Бампайа» (十字架と家族とバンパイア) | 24 декабря 2008 года |

## Музыка
Все композиции исполнены Наной Мидзуки. 

Первый Сезон:
- Открывающая:
  - «COSMIC LOVE» (Космическая любовь).
- Закрывающие:
  - «Dancing in the velvet moon» (Танец под бархатной луной).
  - «Cosmic Love» (Космическая любовь) (1, 13 серия).

Второй Сезон:
- Открывающая:
  - «Discotheque» (Дискотека).
- Закрывающие:
  - «Trinity Cross» (Крест Троицы).
  - «Discotheque» (Дискотека) (1 серия).

Студия King Records выпустила сборники тематических синглов, посвящённых определённым персонажем из аниме Rosario + Vampire. Первая серия тематических синглов, посвящённая персонажам; Мока Акашия (Нана Мидзуки), Куруму Куроно (Мисато Фукуэн) и Юкари Сэндо (Кимико Кояма), была выпущена 14 февраля 2008 года. Вторая серия синглов, посвящённая персонажам Мидзорэ Сираюки (Риэ Кугимия) и Руби Тодзё (Саэко Тиба), была выпущена 26 марта 2008 года наряду с альбомом The Capucchu (яп. ザ・かぷっちゅ Дза Капуттю) Оригинальный саундтрек был выпущен 25 декабря 2008 года..
После выхода второго сезона аниме, студией King Records снова были выпущены тематические синглы. Первая серия синглов, посвящённая персонажам; Мока Акашия, Кокоа Сюдзэн (Тива Сюдзэн), Куруму Куроно и Юкари Сэндо, была выпущены 29 октября 2008 года, а вторая серия, посвящённая Мидзорэ Сираюки и Руби Тодзё были выпущены 26 ноября 2008 года наряду с продолжением альбома The Capucchu.. Лучшие саундтреки были собраны в другой альбом Rosario + Vampire: Idol Cover BEST (яп. ロザリオとバンパイア アイドルカバーBEST Родзарио то Банпайаː Аидору Кабаː BEST), вышедший 18 февраля 2009 года.